# Битка при Кандлъдере
Битката при Кандлъдере е шесто сражение между четата на Хаджи Димитър и Стефан Караджа и 2000 редовна османска войска.
След боят при Вишовград четниците се придвижват бавно тъй като са изморени от непрекъснатите походи, боеве, недоспиване и недояждане. Четата спира на вестността Кандлъдере (днес Кърваво дере) в землището на Вишовград, Севлиевско. Този път потерята търси въстаниците с ловджийски кучета. Забелязани от башибозук, четата отново се приготвя за сражение. Поради неблагоприятната позиция на ратниците се развива ръкопашен бой. Стефан Караджа е пленен след като отблъсква няколко атаки от страна на турците а командата поема Хаджи Димитър. След като успява да намери добра позиция, въоръжената група продължава да се бори срещу турските сили. Надвечер османците предприемат последна решителна атака но тя е отбита. Четата успява да се отмъкне от обкръжението и продължава пътя си към Балкана като през 11 юли остатакът от четниците се добира до Стара Планина.